# مونته‌چیو
مونته‌چیو (به ایتالیایی: Montecchio) یک شهرک و کومونه در ایتالیا است که در استان ترانی واقع شده‌است.

## خصوصیات
مونته‌چیو ۴۸٫۹ کیلومترمربع مساحت و ۱٬۷۴۹ نفر جمعیت دارد و ۳۹۱ متر بالاتر از سطح دریا واقع شده‌است.

## خواهرخوانده
شهر وسوبرون خواهرخواندهٔ مونته‌چیو هست.